# بيل أتكينز
بيل أتكينز (بالإنجليزية: Bill Atkins)‏ هو لاعب كرة قدم بريطاني، ولد في 9 مايو 1939 في سوليهل في المملكة المتحدة. لعب مع أستون فيلا ودارلينجتون إف سى وستوكبورت كونتي وسويندون تاون ونادي بورتسموث ونادي روتشديل ونادي هاليفاكس تاون.